# عدد وست
عدد وست (به انگلیسی: West number) یک کمیت بدون بعد است که برای تحلیل عملکرد یک موتور استرلینگ و سیستم های مشابه به کار می رود.این عدد شباهت زیادی به عدد بیل دارد و همانند آن ،مقدار بیشتر نشان دهنده کارایی بالاتر سیکل دارد.این عدد به صورت زیر تعریف می شود:
{\displaystyle W_{n}={\frac {Wo}{PVf}}{\frac {(T_{H}+T_{K})}{(T_{H}-T_{K})}}=B_{n}{\frac {(T_{H}+T_{K})}{(T_{H}-T_{K})}}}
که در این رابطه:
- Wn عدد وست
- Wo توان خروجی موتور (وات)
- P متوسط فشار گاز (Pa) یا (MPa, در صورتی که واحد حجم cm3 باشد)>
- V میزان حجم جاروب شده در حین انبساط (m3) یا (cm3, اگر واحد فشار MPa باشد)
- f فرکانس موتور(Hz)
- TH دمای مطلق منبع گرمایی (کلوین)
- TKدمای مطلق منبع سرد (کلوین)
- Bn عدد بیل یک موتور گرمایی که بین دماهایTH و TK کار می کند.